# クルチ・アルスラーン2世

1190年頃のルーム・セルジューク朝

クルチ・アルスラーン2世（Kilij Arslan II, アラビア語: عز الدين قلج أرسلان بن مسعود, 'Izz al-Dīn Qilij Arslān bin Mas'ūd, トルコ語: II. Kılıç Arslan、? - 1192年）は、ルーム・セルジューク朝のスルタン（在位：1156年 - 1192年）。
クルチ・アルスラーン2世は在位中、たびたび東ローマ帝国皇帝マヌエル1世コムネノスと戦っている。マヌエル1世コムネノスはアナトリア半島の内陸部の回復を狙って東進しようとし、一方クルチ・アルスラーン2世はアナトリア半島の沿海部を得ようとして西進しようとしていた。マヌエル1世コムネノスはすでにキリキアをアルメニア人政権から奪い、十字軍国家アンティオキア公国を屈服させ、シリアのアレッポのムスリム政権ザンギー朝とも連合しようとしており、ルーム・セルジューク朝を西からだけでなく南からも東からも包囲しつつあった。クルチ・アルスラーン2世は1159年、ザンギー朝の強大な君主ヌールッディーンとの会談から帰る途中のマヌエル1世コムネノスの軍勢を、首都イコニウム（現在のコンヤ）付近で襲っている。1161年には東ローマの軍に破れ、東ローマの首都コンスタンティノープルへ降伏のために出向いている。1173年にはクルチ・アルスラーン2世は東ローマ帝国とつかの間の和平を結び、ヌールッディーンとともにモースルのザンギー朝分家を攻めている。
東ローマとの和平の間も、クルチ・アルスラーンの側もマヌエル1世コムネノスの側も、戦いが再開した場合のための築城や軍勢の育成に余念がなかった。1175年、クルチ・アルスラーンは、ダニシュメンド朝から征服した領土をマヌエル1世コムネノスに譲渡するのを拒み、和平もここで終わった。クルチ・アルスラーンは交渉を行おうとしたが、翌1176年にマヌエル1世コムネノスの軍勢はイコニウムを占領するためルーム・セルジューク朝に侵攻した。ミュリオケファロンの戦いで両軍は激突し、双方が大きな被害を受けたが、東ローマ軍は撤退を強いられルーム・セルジューク朝の戦略的勝利に終わった。クルチ・アルスラーン2世はマヌエル1世コムネノスに再度の和平を交渉したが、この戦い以後東ローマが再びアナトリア東部へ攻め入ることはなかった。
1179年、クルチ・アルスラーン2世は、エルサレムへの巡礼から帰る途中だったシャンパーニュ伯アンリ1世の軍勢を捕らえ、身代金を要求した。東ローマ皇帝が身代金を払いアンリ1世は釈放されたが、この後まもなく没している。
1180年、クルチ・アルスラーン2世はマヌエル1世コムネノスの没後不安定になった東ローマ帝国の政情につけこんでアナトリア半島南部の地中海沿岸を攻撃し、そのほとんどを併合した。さらにヌールッディーンの後シリアで勢力を拡大したサラーフッディーン（サラディン）と同盟を結んだ。1182年にはアナトリア半島北西部の町コティアエウム（現在のキュタヒヤ）を占領し勢力を西へも拡大した。1185年、東ローマ皇帝イサキオス2世アンゲロスと和平を結んだが、翌年クルチ・アルスラーン2世は権力を9人の息子たちに分け与え、息子たちは互いに覇権をめぐって争うようになった。サラーフッディーンのエルサレム占領に刺激された第3回十字軍はルーム・セルジューク朝をも襲い、1189年5月18日には神聖ローマ皇帝フリードリヒ1世の軍により首都イコニウムを奪われた。しかしフリードリヒ1世は1190年にキリキアの川で溺死し、軍勢は解散し、残った騎士らもルーム・セルジューク朝の軍などによって撃破された。
1192年、クルチ・アルスラーン2世は没した。息子であるカイホスロー1世が後を継いだが、他の息子たちもそれぞれの領土を有して割拠しており、以後ルーム・セルジューク朝はしばらく分裂状態に陥る。